# 베누아 트레물리나
베누아 트레물리나(Benoît Trémoulinas, 1985년 12월 28일 ~ )는 프랑스의 전 축구 선수로, 포지션은 레프트 백이다.